# Селетари
Селетари, або оранг-селетар (малай. Orang Seletar), власна назва кон-селетар (Kon Seletar), — одна з груп морських кочівників оранг-лаутів (малай. Orang Laut, перекладається як «люди моря»), корінні жителі Джогорської протоки, що відділяє Сингапур від Півострівної Малайзії.
Цей маленький народ проживає майже в центрі одного з найрозвиненіших регіонів світу, але лишається практично невідомим для широкого загалу.
На півночі Сингапуру є річка Селетар (малай. Sungai Seletar), там раніше жили селетари, але невідомо чи це люди отримали своє ім'я від назви річки, чи навпаки.
Незважаючи на сусідство з розвиненою цивілізацією, селетари й досі значною мірою зберігають традиційний спосіб життя. Разом з тим, розвинене суспільство все сильніше й сильніше наступає на середовище їх проживання. На очах зникають мангрові ліси, все більше забруднюється море. В результаті цивілізація невблаганно позбавляє цю етнічну групу її традиційних засобів до існування. Селетарів вже не лишилося на території Сингапуру, мають великі проблеми вони також і в Малайзії. Народ змушений боротися за своє майбутнє.
Уряд Малайзії зараховує селетарів до числа оранг-аслі (малай. Orang Asli), групи корінних народів Півострівної Малайзії, що складається з 18 офіційно зареєстрованих племен. Оранг-аслі перебувають під опікою спеціального Департаменту розвитку оранг-аслі [Архівовано 14 жовтня 2016 у Wayback Machine.] (малай. Jabatan Kemajuan Orang Asli, JAKOA, до 2011 року він називався Департамент у справах оранг-аслі, малай. Jabatan Hal Ehwal Orang Asli, JHEOA), метою діяльності якого є підняття рівня життя корінного населення до середніх показників по країні.
JAKOA класифікує селетарів як одне із племен аборигенних малайців (офіційна назва: прото-малайці, малай. Melayu Proto, Melayu Asli), однієї з трьох підгруп оранг-аслі. Це один з небагатьох корінних народів Півострівної Малайзії, чий спосіб життя пов'язаний з морем, а не з тропічним лісом.
Власна назва народу кон-селетар містить префікс кон-, який, як вважають, має мон-кмерське походження. Для порівняння давньомонське і середньомонське kon означає «людина, що належить до певної етнічної або соціальної групи».

## Розселення

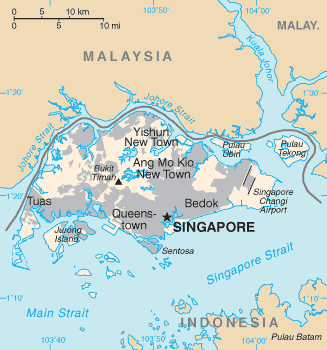
Джохорською протокою проходить морський кордон між Сингапуром і Малайзією

Довгий час селетари вели кочовий спосіб життя серед мангрових лісів і боліт, розташованих уздовж Джогорської протоки (інша назва протока Тебрау, малай. Selat Tebrau), а також у гирлах річок, що впадають у неї. Вони мешкали по обидва боки протоки, вільно переходили з одного берега на інший, не зважаючи на існування кордону між Сингапуром і Малайзією. Ширина Джогорської протоки в жодному місці не перевищує 2 км, а в деяких місцях не перевищує 500 метрів. Така вузька смужка води ніколи не становила перешкоди для морських кочівників.
Ще у кінці XIX століття мангрові ліси домінували на більшій частині прибережних районів і в лиманах річок на півночі Сингапуру, на момент приходу сюди англійців вони становили приблизно на 13 % території острова. Саме тут тоді мешкала більшість селетарів. Мангри є унікальним сховищем багатих і різноманітних водних рослинних і природних ресурсів, на експлуатації яких побудований традиційний господарський комплекс цього народу. Протягом XX століття мангрові ліси Сингапуру були розчищені, і селетари змушені були покинути регіон.
Тепер вони живуть тільки на малайзійському боці. Вони значною мірою вже відмовились від кочового способу життя і проживають у 9 селах, розташованих на південному узбережжі штату Джогор: Телук-Кабунг (малай. Kampung Teluk Kabung), Симпанг-Аранг (малай. Kampung Simpang Arang), Сунгай-Темун (малай. Kampung Sungai Temun), Бакар-Бату (малай. Kampung Bakar Batu), Пасір-Салам (малай. Kampung Pasir Salam), Пасір-Путіг (малай. Kampung Pasir Putih), Куала-Масай (малай. Kampung Kuala Masai), Телук-Джава (малай. Kampung Teluk Jawa), Конг-Конг (малай. Kampung Kong Kong). Деякі з цих сіл стоять далі від узбережжя.
На північному узбережжі Сингапуру ще у 1980-х роках залишалося 3 селетарських села, але тепер їх більше не існує. Всі вони живуть у Малайзії, частина ж асимілювалася з малайською громадою Сингапуру. У деяких з селетарів, що зараз живуть на південному узбережжі Джогору, можна простежити історичні зв'язки із Сингапуром.

## Чисельність
Динаміка чисельності народу на території Малайзії виглядає так:
| 1960 | 1965 | 1969 | 1974 | 1980 | 1993/1996 | 2000  | 2003  |
| 252  | 290  | 277  | 374  | 497  | 801       | 1 037 | 1 407 |

Джерела: 1960—1980 роки: Nobuta, Toshihiro,1996. Oran Asuri no bikara: Kokka to Taiwa Suru Oran Asuri [The Bicara of the Orang Asli: The Orang Asli Talking to the Government]. Shakai Jinruigaku Nenpo [Annual Report of Social Anthropology] 22: 105—140; 1993/1996 рік: JHEOA; 2000 і 2003 рік: Center for Orang Asli Concerns (COAC).
Дані перепису населення, проведені JHEOA в 1996 році, зафіксували 801 селетара, з них 796 осіб жило у штаті Джогор, ще 5 осіб у штаті Селангор.
Деякі джерела, як, наприклад, Ethnologue або Joshua Project, і досі наводять дані стосовно наявності селетарів на території Сингапуру, але це не відповідає дійсності. Аріффін (Ariffin, 1978) у своїй оцінці загальної чисельності народу говорить про 6 або 7 сімей селетарів, які ще лишалися в Сингапурі, це приблизно 32-38 осіб; у Джогорі ж він нарахував 514 селетарів станом на 1977 рік. Тепер у Сингапурі селетарів не лишилося зовсім.

## Мова
Говорять селетарською мовою, яка належить до малайської групи австронезійських мов. Проект Ethnologue зараховує її до малайської макромови (msa).
Французький дослідник Крістіан Пелрас (фр. Pelras Christian) у 1972 році провів аналіз наявного на той час словника селетарської мови. Він прийшов до висновку, що це лише діалект малайської мови, адже 85 % селетарських слів були малайськими, а ще 5 % слів також присутні в малайській мові, але мають трохи інше значення. 10 % слів, що залишилися, не мають аналогів у малайській мові. Деякі з цієї останньої групи, здається, мають відповідники у мовах, поширених на острові Калімантан. Проте є й слова, для яких Пелрасу не вдалося знайти аналогів в інших автронезійських мовах. Цікаво, якщо говорити про спорідненість мов малайських народів Півострівної Малайзії, що серед 15 % немалайських слів у селетарській мові майже немає слів, спільних із сусідньою дуанською мовою.
Свіжі дані, отримані під час польових досліджень, опублікували в 2015 році Кевін Блісет і Дірк Елзінга. В результаті опитування носіїв селетарської мови був складений список загальної лексики, який відповідає загальноприйнятому списку Сводеша (англ. Swadesh list). Відповіді респондентів були записані на цифровий диктофон, а потім розшифровані за допомогою Міжнародного фонетичного алфавіту. Це дає цінну інформацію про те, як насправді вимовляються селетарські слова. Проте це лише початок досліджень. Ця мова все ще вимагає величезної кількості додаткового вивчення і записів, перш ніж вона буде збережена в значній мірі.
Як і висновки Пелраса, ці дані фіксують близьку лексичну спорідненість селетарської мови з малайською. Багато слів є точно такими ж, як і їх відповідникив малайській мові; інші можуть бути отримані із малайських слів шляхом простих фонологічних змін. Невелика група слів, як видається, є унікальними для селетарської мови, без очевидного зв'язку з малайською. Такі характеристики вказують на діалект малайської (zlm), а не зовсім самостійну мову.
Проте є також вагомі аргументи «проти». По-перше, селетарська мова не є зрозумілою для малайців. По-друге, і малайці, й селетари ставляться до малайської та селетарської як до окремих мов. Крім того, існують, як видається, істотні граматичні відмінності між цими двома мовами.
Тривожною є ситуація з функціюванням селетарської мови. Поки що представники старшого й середнього поколінь спілкуються між собою виключно або переважно рідною мовою, але молодше покоління та люди, що живуть за межами громади, частіше користуються малайською. Склалася ситуація, коли з кожним поколінням все менше стає носіїв селетарської мови, і, що є ще більш тривожним, селетари рідше вчать рідній мові своїх дітей. Таким чином, спостерігається стала тенденція поступового витіснення селетарської мови, до речі, як і мов інших корінних народів Півострівної Малайзії, стандартною малайською мовою. Недарма, ЮНЕСКО заносить селетарську до числа мов, яким загрожує серйозна небезпека зникнення.
Власної писемності селетарська мова не має.

## Релігія
Хоча селетари й є дуже близькими до малайців за мовою, ще у 1980-і роки вони залишалися язичниками.
Місіонерська діяльність малайзійських органів у справах релігії не була в ті часи активною, а самі селетари не дуже сприймають основні засади ісламу. Постулати релігії, які пропонуються малайцями, виглядають для них занадто абстрактними. Для цих морських кочівників це просто тексти, відірвані від реального життя. Мусульманська релігія не має для них сенсу і практичних функцій. Єдиний Бог є занадто недоступним, і, на відміну від духів природи, не може впливати на конкретні події.
Як і раніше, селетари шанують численних духів-ганту (hantu), які, як вони вважають, мешкають усюди: живуть на деревах, під водою, в скелях, у печерах, у повітрі. На переконання селетарів, коли не шанувати навколишнє середовище, тобто обитель духів, приходять хвороби, конфлікти і смерть. Єдиним способом лікування для них є екзорцизм і умиротворення духів. Смерть і хвороби у селетарів пов'язані із землею. Вони виходять на берег, щоб вилікувати хворого або поховати померлих.
Ситуація змінилася в 1980-і роки, коли уряд Малайзії став докладати зусиль до зміцнення в країні позицій ісламу. Мусульманські місіонери займалися наверненням на іслам язичницьких корінних народів країни. 1997 року, за статистикою JHEOA, на території штату Джогор вже було 240 селетарів-мусульман. Це приблизно четверта частина народу.
За інформацією Joshua Project, 5 % селетарів є християнами.
Через те, що селетари у своїй більшості не є мусульманами, вони не сприймаються суспільством як малайці.

## Історія

### Доколоніальний період
Оранг-лаути були одними з перших жителів прибережних районів Малакської протоки. Таким чином, коли малайський принц Парамешвара (малай. Parameswara), майбутній султан Малакки, з'явився в Малацці зі своїми прибічниками, на цьому місці вже існувало невеличке рибальське село, населення якого становили оранг-лаути. Парамешвара налагодив зв'язки з ними шляхом включення лідерів оранг-лаутів до політичної ієрархії країни й за допомогою розсудливих шлюбів в самій королівської сім'ї.
Чудове знання незліченних островів і зрадницьких морських проток, зробили з оранг-лаутів майстерних навігаторів і флотських командирів. Незважаючи на те, що вони не були мусульманами, їх команди перебували на службі у малайських султанів Малакки, а згодом Джогору. Наприклад, Ган-Туаг (малай. Hang Tuah), найвідоміший в малайській історії адмірал (місцева назва лакшамана, малай. Laksamana) та класичний зразок воїна-лицаря у малайському фольклорі, був з числа оранг-лаутів. Протягом сотень років відданість оранг-лаутів малайським правителям Малакки була вирішальним фактором у збереженні і процвітання держави.
Оранг-лаути Малакки, або як їх ще називали оранг-селати (малай. Orang Selat, або «люди протоки»), були добре відомі й першим європейським колонізаторам. Португальські джерела, зокрема, згадують їх під назвою «селати» (Celates або Selates). Португальський історик XVI століття Жуан де Барруш (порт. João de Barros) називає їх «ницими і підлими» людьми, схильними до піратства та рейдерства.

### Під британською владою
До середини дев'ятнадцятого століття малайська і оранглаутська участь в морській торгівлі була ліквідована англійцями. Було покінчено й з піратством. Оранг-лаути змушені були змінити свій спосіб життя. Частина їх прийняла іслам й увійшла до складу малайців. Інша частина перейшла до примітивного життя за рахунок дарів моря і відійшла на периферію суспільства. Селетари поселилися серед мангрових лісів на півночі острова Сингапур. Формально вони лишалися підданими султана Джогору. Малайці зневажливо ставилися до таких груп населення. Британці ж взагалі сприймали їх за дикунів, які за своїм способом життя більше нагадують тварин, ніж людей. Серед мангрів північного Сингапуру застав селетарів засновник міста Сингапур сер Стемфорд Рафлз (англ. Sir Thomas Stamford Raffles), який відвідав острів у 1919 році для вирішення питань його приєднання до британських володінь. За оцінками, на той час в Сингапурі жило близько 200 селетарів приблизно на 30 човнах. З колись гордих військових моряків, охоронців морів вони перетворилися на всіма забутих людей, над якими знущалися держава та їхні сусіди.
Європейські колоніальні держави більшою мірою покладалася на промисловий розвиток і розвиток виробництва товарних сільськогосподарських культур. Таким людям, як селетари, місця в цій системі не було. В середині XIX століття тропічні ліси на півночі Сингапуру стали розчищати під каучукові плантації. У 1923 році 600 акрів земель в районі Селетар були відведені під будівництво військової авіабази. Багато селетарів переселилося тоді до Джогору. За згодою ще колишнього (1886—1895) султана Абу-Бакара (малай. Abu Bakar) вони мали дозвіл селитися вздовж річки Пулай (малай. Sungai Pulai) на південному заході країни.

### Переселення із Сингапуру до Малайзії
У 1950/60-і роки розпочинається стрімкий економічний розвиток Сингапуру. Відбувається освоєння все нових і нових земель. Крім того, уряд Сингапуру, що тільки-но отримав незалежність у 1965 році, висловлював побоювання з приводу того, що кочове плем'я, яке вільно перетинало державний кордон, несло потенційну загрозу контрабанди. На цей період припадає нова значна міграція селетарів на південне узбережжя Джогору, до Малайзії. Селетари пам'ятають часи, коли з'явилося багато державних службовців та поліції, які ставили їм різні запитання. Тоді у них не було паспортів, вони не мали громадянства, і вони злякалися, гадаючи, що їх хотіли заарештувати. В результаті значна частина селетарів за власним бажанням перебралася до Джогору. Сталося це біля 1967 року.
Зрештою, все плем'я було переселене в Джогор відповідно до міжурядових угод. Всі селетари стали громадянами Малайзії. Проте до кінця 1987 року їм неофіційно було дозволено вільно пересуватися Джогорською протокою без необхідності проходити через імміграційні контрольно-пропускні пункти.
Прихильність малайзійської влади до селетарів, мабуть, пояснюється їх давніми стосунками за схемою «патрон-клієнт» із султаном Джогору. Вони збирали лісові та мангрові продукти для султана, виконували традиційні танці на малайських святах, їх запрошували на полювання з султаном на оленів і диких кабанів. Тому вони мали право збирати лісові продукти в Джогорі без будь-яких обмежень.
У 1970-і роки селетари, які досі жили в човнах, почали селитися на землі. В Сунгай-Ландас (малай. Sungai Landas) на південному узбережжі Джогору уряд Малайзії спеціально виділив сингапурським селетарам земельні ділянки.
3 села селетарів існувало й на північному узбережжі Сингапуру: Танджонг-Ірау (малай. Kampong Tanjong Irau) в районі Сембаванг (малай. Sembawang), Бак-Суманг (малай. Kampong Вак Sumang) в Пунголі (малай. Punggol) на схід від Джогорської дамби та ще одне. Ця група селетарів повинна була залишити країну в квітні 1986 року, щоб звільнити місце для подальшої реалізації проектів в галузі розвитку.
Згодом залишки селетарів у Сингапурі були асимільовані в ширше малайське співтовариство, а основна громада продовжувала життя вже по той бік Джогорської протоки.

### Сучасність
Тепер селетари проживають у 9 селах, розташованих уздовж південного узбережжя Джогору, частина з цих сіл відсунута далі від моря.
Розвиток дістався їх і тут. Джогор, розташований на південному краю Малайського півострова, є штатом, що швидко розвивається. Розбудова відбувається по території усього штату, але особливо в прибережному регіоні, що обумовлено його близькістю до Сингапуру. Південний Джогор увійшов до складу масштабного проекту розвитку Іскандар Малайзія (англ. Iskandar Malaysia, IM), започаткованого у 2006 році. За зразок було взято китайську економічну зону Шеньчжень, яка перебуває у тісному зв'язку з Гонконгом. Так само й Іскандар має тісно взаємодіяти із Сингапуром. Проект займає одне з центральних місць у Дев'ятому плані розвитку Малайзії.
Сім із дев'яти селетарських сіл розташовані в зоні Іскандар Малайзія. Нове будівництво не лише знищує мангрові ліси, а вже підбирається й до осель селетарів. Люди відчувають, що такими діями їх просто змушують тікати, але тікати їм нікуди.
Складність ситуації полягає ще й у тому, що тільки 2 селетарських села, а саме Бакар-Бату в окрузі Джогор-Бару (малай. Johor Bahru) і Симпанг-Аранг в окрузі Ґеланг-Петаг (малай. Gelang Patah) були частково офіційно оголошені резервами аборигенів згідно Закону про корінні народи 1954 року (англ. Aboriginal Peoples Act 1954). Решта ж живе на землях, що перебувають у власності уряду або приватних осіб. Не маючи постійного статусу своїх поселень, селетари в будь-який час із будь-якого села можуть бути виселені, якщо цього вимагатимуть потреби розвитку регіону.
188 селетарів, жителі сіл Бакар-Бату і Сунгай-Темун, подали позов у Вищий суд міста Джогор-Бару проти 13 відповідачів через вторгнення на їх традиційні землі. Вони стверджують, що отримали права на свої звичаєві території принаймні з 1950-х років, і тому вважають подальше відчуження їх території незаконним і недійсним. Йдеться, в першу чергу, про мангрові ліси, з яких селетари завжди отримували засоби для свого існування. На додаток до претензії щодо звичаєвих земель, позов включає також вимогу стосовно звичаєвих вод, адже традиційні території народу включають не тільки землі, а й море, морське дно, річки, русла річок та води. Ця вимога є унікальною в правовій практиці, її ще належить ретельно розглянути в суді. Селетари також вимагають відшкодування за заподіяну шкоду і довічну судову заборону втручання на їх звичаєві території. Жителі одного із названих сіл у 2012 році виявили 10 зруйнували могил, що, на їхню думку, було пов'язано з розчищенням земель під будівництво. Цей факт також значиться у позові.
Селетарів у суді представляє група адвокатів зі складу Комітету Ради адвокатів з прав оранг-аслі (англ. Bar Council’s Committee on Orang Asli Rights). Пікантність ситуації полягає в тому, що серед відповідачів є не лише будівельні компанії, а й Уповноважений орган з розвитку Іскандар (англ. Iskandar Regional Development Authority, IRDA), Департамент розвитку оранг-аслі (JAKOA), уряд Федерації Малайзія, уряд штату Джогор. Тому слухання справи затягнулося на декілька років. У грудні 2013 року Вищий суд Джогор-Бару постановив зупинити незаконне проникнення на звичаєву територію селетарів і припинити там всі роботи, поки справу не буде вирішено. 24 червня 2014 року Апеляційний суд відхилив клопотання двох із 13 відповідачів про скасування цієї заборони.
Як би не закінчились судові слухання, зупинити реалізацію проекту Іскандар вже не вдасться. Більшість селетарських сіл розташовані недалеко від моря, а ці ділянки є найбільш привабливими для комерційного будівництва. Крім того, відбувається активне розчищення мангрових лісів, все більше забруднюється море. Таким чином селетари позбавляються традиційних ресурсів, які досі забезпечували їх існування. Уряд намагається в делікатній формі вирішити це питання, запропонувавши селетарам альтернативні форми зайнятості.
Небайдужі особи намагаються звернути увагу на долю народу, на реальну загрозу втрати його унікальних традиційних знань. З'явилися відповідні публікації в засобах масової інформації, в Інтернеті. У 2011 році вийшов 20-хвилинний документальний фільм про селетарів під назвою «Lot, Umah Am», що перекладається як «Море, мій дім». Він дає можливість зазирнути в маловідоме життя корінного народу, який протягом декількох поколінь називає Джогорську протоку своєю домівкою.
Того ж таки 2001 року в селі Сунгай-Темун, за підтримки приватних спонсорів, відкрився Селетарський культурний центр (англ. Seletar Cultural Centre) з власною музейною експозицією, метою якого є збереження культурної спадщини народу зі сподіванням на те, що молоде покоління не забуватиме про своє коріння.

## Культура

### Спосіб життя і традиційне господарство

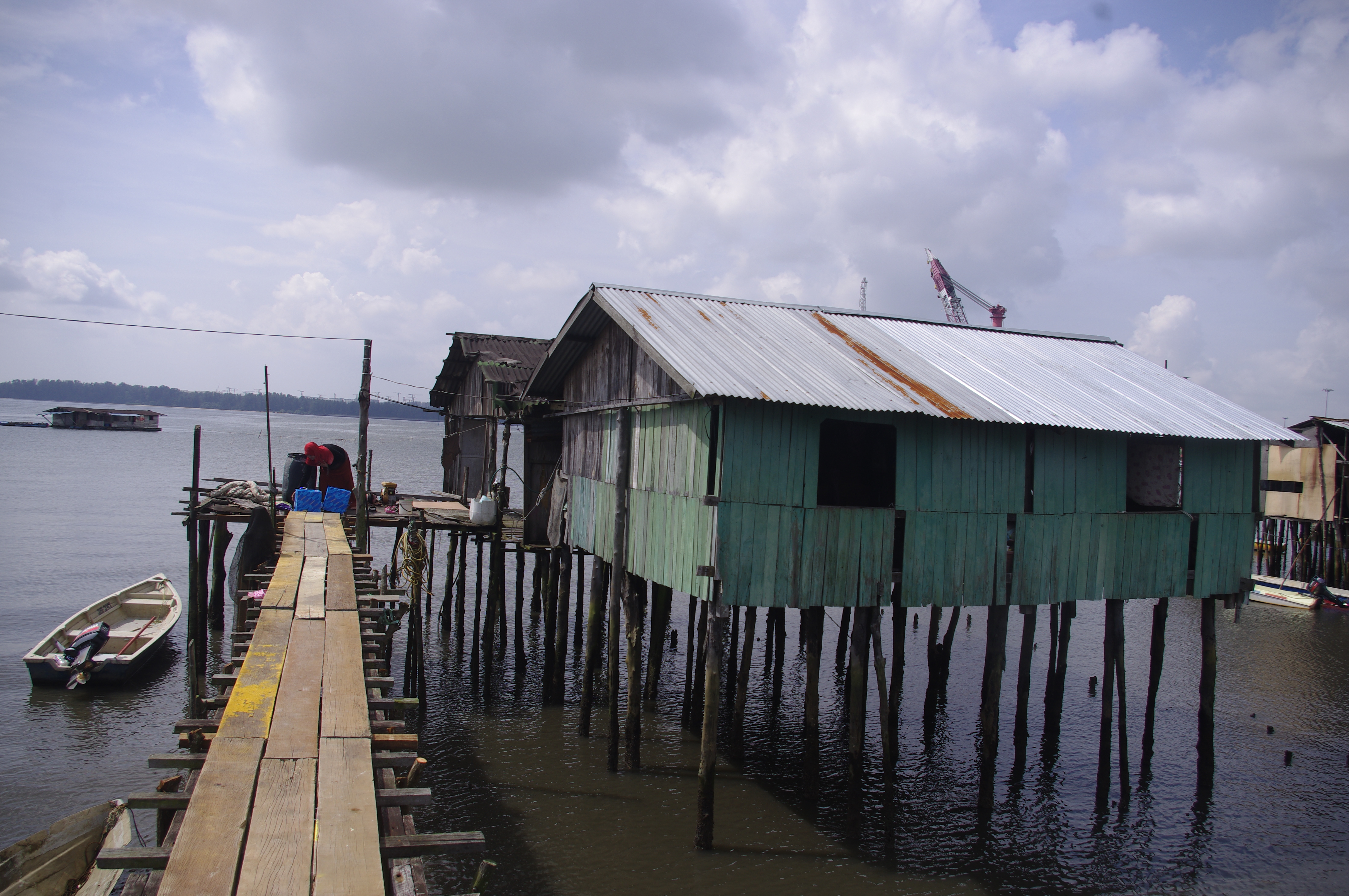
Поселення селетарів біля міста Пасір-Ґуданг

Берегова зона островів Малайського архіпелагу відзначається багатством морської флори і фауни. Ще відносно недавно густі мангрові ліси вкривали береги Джогорської протоки. Саме на їх природні ресурси орієнтована традиційна економіка селетарів. Вони завжди вважали себе частиною природи і перебували в гармонії з нею. Тиск на природу був мінімальним, люди брали тільки те, що потрібно їм було для щоденного існування, і це не заважало поновлюванню природних ресурсів.
Серед мангрових лісів селетари лишалися практично загубленими для зовнішнього світу. Вони кочували протокою, лабіринтом вузьких проток, міняючи місце свого розташування залежно від припливів і сезону. Значною мірою вони зберігають такий спосіб життя і нині, але їх традиційний життєвий простір значно скоротився. Заходять селетари також у лимани і підіймаються вгору річками, що впадають у Джогорську протоку. У той же час, у відкрите море вони не ризикують виходити і ніколи не покидають води вузької, мілкої й спокійної Джогорської протоки.
Ще донедавна селетари жили у човнах, які вони називають дам-пау (da'm pa'u), це відповідає малайському сампан (малай. sampan). Кожен човен був справжньою плавучою хатою, розрахованою на одну сім'ю. Тому човни ще називали сату-келамін (satu kelamin), тобто «одна подружня пара». Незважаючи на невеликі розміри човна, тут проходило все їхнє життя. У човні селетари готували й досі готують їжу, їдять, там же вони й відпочивають. В човні у них народжуються й виростають діти.
Селетарські традиційні човни — це прості довбанки, які вони раніше робили самі. Такий човен має дах, який називають каджанг (kajang), роль полотна виконує пальмове листя. Коли йде дощ, такий дах протікає. Дуже складно в таких умовах буває розвести вогонь для приготування їжі. Раніше палили лише дрова, тепер купують гас. У негоду люди знаходять собі безпечну гавань серед захищених мангрів.
Через вирубування лісів, селетари вже не мають потрібних матеріалів для побудови своїх човнів. Тому тепер човни вони купують, до речі, значно кращої якості. Свої ж старі навички люди використовують, виготовляючи моделі традиційних дам-пау для продажу туристам.
Основу традиційного господарства селетарів становить промисел ракоподібних (креветок, крабів тощо). При цьому вони користуються примітивним спорядженням у вигляді банок-пасток із отворами, які ставлять на дно за допомогою залізних гаків з довгою дерев'яною ручкою. Таким самим примітивним було донедавна й їхнє риболовецьке спорядження. Основним знаряддям рибної ловлі (точніше сказати, полювання) був спис із бамбука, зазублений на кінці; він називається тікам (tikam). Важливим тут є не сила зброї, а вправність мисливця у поводженні зі списом, коли він плаває під водою. До речі, селетари можуть ловити рибу й голими руками. Волосінь, яку тут називають панчинг (pancing), використовували нечасто.
Ще до недавнього часу вони практикували натуральне господарство, лише іноді виходили на берег, щоб обміняти свій улов риби на рис та інші продукти. Раніше практикували виключно бартерні операції, тепер користуються грошима. Купують більше всього рис, а ще курятину, м'ясо, цукор, каву і, звичайно, одяг та гас. Овочі купувати їм не треба. Риба, креветки і краби у них свої.
Основу харчування становлять краби і тапіока, яку вони називають убі-каю (ubi kayu).
Крім продуктів, мангри мають великі запаси цінних порід деревини. Так листя пальми ніпаг (лат. Nipah fruticans) використовується при спорудженні солом'яних дахів, а із соку цієї рослини отримують цукор. Листя пандану (лат. Pandanus sp.) йде на циновки і клоччя для конопачення. На дрова йдуть дерево ґелам (gelam, лат. Melaleuca leucadendron) та мангри роду різофора (лат. Rhizophora sp.) з місцевими назвами каю-бакау (kayu bakau) і каю-рікау (kayu rikau). Ще однією корисною рослиною є нібонг (nibong) (лат. Oncosperma filamentosa), з якого виготовляють рибальські кілки. Збирали також різні сорти ротанґа. Деякі з цих видів рослин перебувають під охороною, і тільки селетари вільні збирати їх. Велика частина продукції не використовувалась ними самими, а вимінювалась у малайців прибережних районів на інші товари.

### Селетарське суспільство
Соціальна організація і структура спорідненості селетарів не виявляє ніяких ознак ранжування. Проте, вони повинні мати собі старосту в особі батіна (малай. batin), який є офіційною особою і призначається владою, щоб представляти місцеву громаду у стосунках з малайцями.
Сімейні стосунки у селетарів носять егалітарний характер, у них немає чіткого розподілу праці за статевою ознакою. Чоловік і жінка в однаковій мірі займаються і збиральництвом, і рибною ловлею, і вступають у контакт зі сторонніми людьми.
Члени селетарської сім'ї дуже віддані один одному, і все роблять разом. Вони не виходять ловити рибу, поки не зберуться всі члени сім'ї. Це є зрозумілим, адже, як правило, три покоління сім'ї постійно живуть разом в одному човні. Така ситуація викликає певні проблеми зі шкільним навчанням селетарських дітей, яке впроваджується останнім часом. Школярі змушені залишатися на березі, коли сім'я виходить у море. Як вихід, користуються допомогою сусідів, що залишаються на цей час у селі. Ті тримаються поблизу, так, щоб бачити дітей, поки їхня сім'я буде відсутня.
Для дітей, допомога батькам чи бабусям і дідусям у рибальстві не вважається рутиною, це для них форма відпочинку, тому що вони можуть при цьому стрибати у воду й вилазити з човна.
Дітей у віці від 3-х років вчать плавати, просто кидаючи їх у море. Якщо діти, яким виповнилося 4 роки, ще не вміють плавати, матері годують їх смаженим м'ясом піщаної акули; це, на їх переконання, має допомогти дітям навчитись плавати. Отже, для селетарських дітей плавання є природним і, коли вони підростуть, то вже можуть плавати під водою без допомоги кисневої маски протягом більше десяти хвилин. Вони здатні бачити рибу під водою і можуть ловити її голими руками.
Селетари вважають, що морська вода є омолоджуючею, на противагу прісній. Вони надають перевагу прийняттю ванни з використанням морської води, тому що тоді відчувають себе більш енергійними, а водопровідну воду вважають такою, що послаблює діяльність їх організму.

### Легенди
У селетарів є легенда, що трохи нагадує біблейську розповідь про Всесвітній потоп. Колись давно дощ у Джогорі лив потоком протягом 40 днів і ночей. Рівень води піднявся аж до підніжжя гори Пулай (малай. Gunung Pulai). Щоб протистояти сильним потокам води, селетари зв'язали докупи всі свої плавучі хатки. Але, на жаль, мотузка обірвалася. Деяких із них віднесло потоком, і їх загубили.

### Стосунки із сусідніми народами
Селетари мають дуже туманне уявлення про існування інших груп морських кочівників. Тим більше, не відчувають спорідненості з ними.
Натомість, вони відчувають певну спорідненість із джакунами, «малайськими аборигенами» внутрішніх районів Півострівної Малайзії. Говорять, наприклад, що вони з жителями району Клуанг (малай. Kluang) розуміють мову один одного, і ці мови мають 70 % спільних елементів, хоча це твердження неперевірене. У Сеґаматі (малай. Segamat), розташованому у внутрішніх районах Джогору, знаходиться священне місце крамат (kramat), де шанують міфічну «королеву» (раджа-перемптіон, raja peremption), якій, за традицією, в минулому підлягали селетари. Ще одним своїм законним правителем вони вважають раджу, який жив «на узбережжі Ява». Султани Джогору для них не є легітимними правителями, а тільки тимчасовими господарями (пенумпанг, penumpang). Крім того, вони вважають малайців відносно недавніми мігрантами. Тому селетари усвідомлюють себе частиною справжнього корінного населення на тому ж рівні, що й лісові мешканці країни. Через це вони позитивно ставляться до назви «оранг-аслі», що офіційно застосовується до них.
З іншого боку, малайці, незважаючи на етнічну спорідненість, рішуче не сприймають селетарів частиною малайського суспільства. Тут на перший план виступає не етнічна, а культурна ідентифікація. Селетари не належать до ісламу, і це відсуває їх на задвірки малайського суспільства. Звички селетарів також відрізняються від малайських. Вони живуть у човнах, ведуть кочовий спосіб життя, тримають у човнах собак, вживають заборонену релігією (haram) їжу. Малайці звертають увагу на погану гігієну селетарів, обумовлену цими факторами. Все це в комплексі закріпило малайський стереотип про селетарів, як людей «брудних», «нечистих».
Нерозуміння іншого способу життя сформувало у малайців стосовно селетарів також забобони містичного характеру. Вони вважають, що морські кочівники володіють потужною магією, яка може зашкодити іншим людям. Часто розповідають історії про китайців і малайців, які постраждали таким чином.
Селетари, в свою чергу, також не бажають ставати малайцями. Вони бояться втратити власну культуру і, головне, особисту свободу, на бажають працювати за наймом. Вони хочуть, як і їхні предки, їсти свинину і робити те, що їм подобається.
Селетари піддаються відвертому остракізму з боку малайців. Натомість вони підтримують добрі стосунки з китайцями. Селетари довіряють китайським торговцям більше, ніж своїм малайським сусідам. Шлюби між цими двома етнічними групами не є рідкістю. При цьому китайці навіть стають членами громади селетарів, приймаючи їхній спосіб життя. Близькі стосунки селетарів з китайцями пояснюються ще й тим, що «і ті, й інші їдять свинину» (малай. sama makan daging). Під час Другої світової війни багато китайських дітей переховувалось їхніми батьками серед селетарів, і ті доглядали за ними. Вони натирали малим китайцям обличчя брудом, щоб ті були схожі на селетарів. Зараз за сприяння китайців селетари, зокрема, відкривають свої ресторани морепродуктів.

### Зміни в житті селетарів
Життя в районі Джогорської протоки стрімко змінюється, змінюється й життя селетарів. Ще у 1970-і роки частина їх осіла на суходолі. Ця група вирощує чемпедак і джекфрут, а також ямс і батат (солодку картоплю). Вони також збирають мангрову деревину для підприємства з виробництва паливного вугілля, що належить китайцям.
Стимулюючи перехід селетарів на осілість, уряд Малайзії організовує для них нові села на узбережжі. Тепер вони живуть у спеціально зведених для них хатинках на палях над водою. Такий вид поселень урядові чиновники вибрали, враховуючи традиційний спосіб життя цих морських кочівників і той факт, що ці люди не можуть жити без води. Щонайменше раз на день селетари продовжують виходити в море, а надвечір привозять додому все, що змогли добути протягом дня. Селетари говорять, що вони не можуть заснути, коли не бачать неба над головою. Тому лише одиниці серед них повністю осіли на землі.
Разом із тим, селетари перейняли деякі нові методи рибної ловлі, використовують тепер сітки й доріжки, користуються моторними човнами. Малайці сприймають такі зміни, як намагання селетарів «стати цивілізованими» ( 'dah tamadun), навчитися жити, як малайці. Проте селетари продовжують чіплятись за своє кочове життя, яке дає їм певний ступінь особистої свободи. З цієї причини вони не бажають вливатися в структуроване суспільство, у їхніх дітей існують проблеми з відвідуванням школи, а у дорослих — з релігійною практикою.
Цивілізація швидко й неухильно наступає на традиційне життя селетарів, і зупинити цей наступ вони не в змозі. Щоб вижити в умовах урбанізації та соціальних змін, які відбуваються, вони повинні опанувати нові навички і нові засоби отримання доходів. Кращим способом допомогти їм адаптуватися й жити нормальним життям була б реалізація програм і проектів, які б використовували існуючі знання і традиції народу на користь спільноті, без їх переселення в інші регіони. Поки все це перебуває лише на рівні ідей, а селетари лишаються одним із найбідніших народів Малайзії. Можливим шляхом виходу з бідності для них може бути ресторанний і туристичний бізнес. Вже сьогодні селетарське село Сунгай-Темун має декілька ресторанів морепродуктів. Найбільша група їх клієнтів є етнічними китайціями, страви також готують за китайськими традиціями.
Мало хто з селетарів далеко просунувся в отриманні освіти. Трапляється, коли над їхніми дітьми в школах знущаються через їх відмінну зовнішність і акцент. Багато селетарських дітей не закінчує школу. В результаті, без належної освіти молодь не може влаштуватися на пристойну роботу, а це прирікає їх на нелегке життя на задвірках малайзійського суспільства.
Втрачаючи свої традиційні природні ресурси, селетари також втрачають свою самобутність, віками набуті навички не передаються новому поколінню. Як результат постає питання втрати народом своєї національної ідентичності.
Усвідомлюючи ситуацію, що склалася, селетари створили Товариство Селетарської Культури і Туризму (англ. Seletar Cultural and Tourism Society), метою якого є збереження аспектів традиційної культури і створення альтернативних джерел отримання коштів для існування. За допомогою дослідників моря з Малайзійського Товариства Морських наук (англ. Malaysian Society of Marine Science, MSMS), етнічних китайців, які закохалися в цих людей і їх спосіб життя, в селі Сунгай-Темун був відкритий Селетарський культурний центр. Центр займає площу 232 м². Проект був профінансований Глобальним Екологічним фондом (англ. Global Environment Facility). Серед його експозиції є старі чорно-білі фотографії, зроблені англійським фотографом Іваном Полуніним (англ. Ivan Polunin), архівні документи та мапи, які розповідають про історію селетарів, моделі традиційних човнів і зразки мисливських інструментів, які використовувались у цій племінній громаді. Селетарський культурний центр має свою сторінку на Facebook [Архівовано 12 грудня 2017 у Wayback Machine.].